# تپه ده‌سواران ۲۰
تپه ده سواران ۲۰ مربوط به دوران پارینه‌سنگی میانی است و در شهرستان کرمانشاه، بخش مرکزی، دهستان دورود فرامان، ۶۰۰ متری شرق روستای ده سواران واقع شده و این اثر در تاریخ ۲۶ اسفند ۱۳۸۷ با شمارهٔ ثبت ۲۵۵۰۷ به‌عنوان یکی از آثار ملی ایران به ثبت رسیده است.